# Caloncoba echinata
Caloncoba echinata es una especie de Magnoliopsida del género Caloncoba, de la familia Achariaceae, del orden Malpighiales.

## Distribución
Caloncoba echinata se distribuye por Guinea; Sierra Leone; Liberia; Ivory Coast; Benin; Nigeria; Cameroon; Bioko Isl. [Fernando Poo]; Cuba [I]; Puerto Rico [I]; Trinidad & Tobago [I].

## Taxonomía
Fue descrita científicamente por Daniel Oliver. Fue publicado por primera vez en la revista Botanische Jahrbücher für Systematik, volumen 40, página 464 (1908).